# Alternative dance
Alternative dance of indiedance is een muziekgenre dat elementen uit rock subgenres combineert met elektronische dance. Het genre is vooral bekend in het Verenigd Koninkrijk, maar groepen als New Order en The Prodigy bezorgden het genre wereldwijde aandacht. 

## Artiesten
- Björk
- Depeche Mode
- Daft Punk
- Everything But the Girl
- Garbage
- Happy Mondays
- Massive Attack
- New Order
- Pizzicato Five
- Primal Scream
- Saint Etienne
- Alphaville
- Big Audio Dynamite
- Black Grape
- Erasure
- Jamiroquai
- Lords of Acid
- My Life with the Thrill Kill Kult
- Fake Plastic Trees
- Orchestral Manoeuvres in the Dark
- Yeah Yeah Yeahs